# Four Star Mary
Four Star Mary est un groupe de rock alternatif originaire de Los Angeles (Californie) et formé en 1997.

## Biographie
Le groupe a acquis une reconnaissance auprès du public quand certaines de ses chansons ont servi de bande originale pour la série Buffy contre les vampires en étant jouées fictivement par le groupe Dingoes Ate My Baby (dont le personnage d'Oz est le guitariste) durant les saisons 2 à 4 de la série. Le groupe est finalement apparu lui-même dans la série à l'occasion de l'épisode Cauchemar. Leur single Pain est présent dans l'album Buffy the Vampire Slayer: The Album et a pu être également entendu dans un épisode de Charmed.

## Discographie

### Chansons dans les épisodes deBuffy contre les vampires
- Shadows dans La Momie inca
- Fate dans La Momie inca, Intrigues en sous-sol
- Pain dans Un charme déroutant, Le Masque de Cordolfo, Cohabitation difficile
- Never Mind dans Le Masque de Cordolfo
- Sway dans Le Masque de Cordolfo
- She Knows dans Le Bal de fin d'année
- Violent dans Effet chocolat
- Run dans Révélations
- Dilate dans Désillusions